# U 584
U 584 war ein deutsches Unterseeboot des Typs VII C. Diese U-Bootklasse wurde auch „Atlantikboot“ genannt. Es wurde durch die Kriegsmarine während des U-Boot-Krieges im Nordmeer und im Nordatlantik eingesetzt.

## Technische Daten
Ein U-Boot des Typs VII C hatte eine Länge von 67 m und eine Verdrängung von 865 m³ unter Wasser. Es wurde über Wasser von zwei Dieselmotoren angetrieben, die eine Geschwindigkeit von 17 kn gewährleisteten. Unter Wasser erbrachten zwei Elektromotoren eine Geschwindigkeit von 7 kn. Die Bewaffnung bestand bis 1944 aus einer 8,8-cm-Kanone und einer 2,0-cm-Flak an Deck sowie vier Bugtorpedorohren und einem Hecktorpedorohr.

## Einsatz und Geschichte
U 584 war während der ersten Hälfte seiner Dienstzeit hauptsächlich gegen Nordmeergeleitzüge der Alliierten eingesetzt. Vier Feindfahrten führten das Boot ins Nordmeer. Hier operierte U 584 u. a. gegen die Geleitzüge PQ 8 und PQ 12.

### Die ersten Geleitzugschlachten im Eismeer

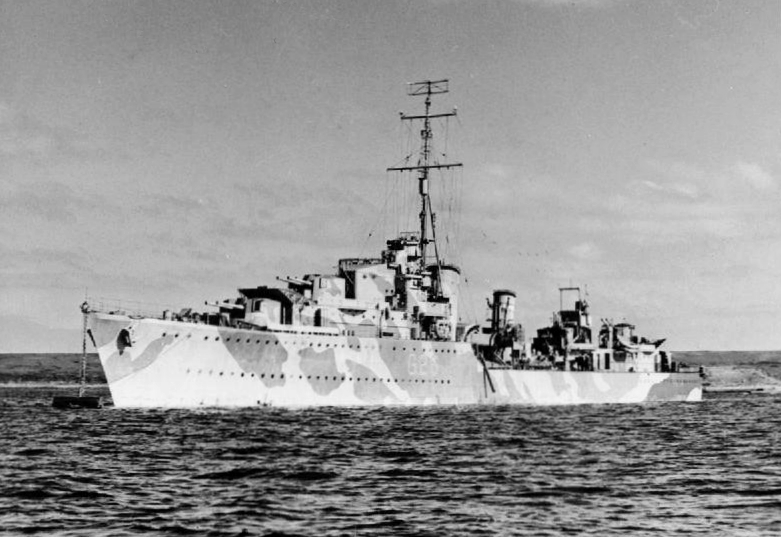
Der britische Zerstörer Matabele wurde durch die U-Bootgruppe „Ulan“ versenkt

Zur Jahreswende 41/42 waren lediglich vier U-Boote im Eismeer stationiert, eines davon war U 584. So wurde es eines der ersten Boote, die nach der von Karl Dönitz formulierten Rudeltaktik operierten. Die U-Bootgruppe „Ulan“ patrouillierte vom 25. Dezember 1941 bis zum 25. Januar 1942 südlich der Bäreninsel auf der Suche nach Nordmeergeleitzügen. In dieser Zeit wurden zwei alliierte Geleitzüge von „Ulan“ attackiert. Dabei gelang es, aus dem Konvoi PQ 7A einen Dampfer mit 5135 BRT zu versenken. Von den Schiffen des Konvois PQ 8 fiel der U-Bootgruppe ein Zerstörer zum Opfer. U 584 erzielte bei diesen beiden Geleitzugschlachten keine Erfolge. Es gelang Kommandant Deecke jedoch, nördlich der Fischer-Halbinsel ein sowjetisches U-Boot zu versenken.
- 10. Januar 1942 – ein sowjetisches U-Boot M-175 mit 206 t versenkt

### Vom Nordmeer-Patrouilleur zum Atlantikboot
Im Frühjahr 1942 verlegte U 584 über Hamburg und Kiel schließlich nach Brest, wo zu diesem Zeitpunkt die 1. U-Flottille stationiert war. Im Sommer des Jahres 1942 fuhr U 584 von hier aus auf Patrouille in den Westatlantik und sogar bis an die Ostküste der USA.

#### Spione an Bord
Im Winter 1941 fasste die Abwehr den Plan, Agenten an der Ostküste der Vereinigten Staaten abzusetzen, die Sabotageakte durchführen sollten. Im Sommer 1942 wurde dieser Plan als Unternehmen Pastorius realisiert. Zwei U-Boote – neben U 584 auch U 202 – nahmen Ende Mai deutsche Spione, Sabotagewerkzeuge und Sprengstoff an Bord. U 584 setzte seinen Agententrupp am 16. Juni bei Nacht südlich von Jacksonville an Land. Auf der Rückreise vom „Unternehmen Pastorius“ hatte Kommandant Deecke zwar mehrere Schiffe gesichtet und auch angegriffen, konnte aber keine Erfolge verzeichnen. Auf einen Tanker verschoss er am 22. Juni sechs Torpedos, eine Attacke auf einen vier Tage später gesichteten Geleitzug schlug ebenfalls fehl. Kurz vor der Ankunft in Brest machte er einen Tanker mit über 10.000 BRT aus und versuchte erfolglos, diesem nachzusetzen. U 584 kehrte am 22. Juli nach Brest zurück.

#### Geleitzugschlachten im Atlantik
Die zweite Feindfahrt von Brest aus verlief erfolgreicher. Im September 1942 beteiligte sich das Boot an der Geleitzugschlacht gegen ON 127. U 584 war der U-Bootgruppe „Vorwärts“ zugeteilt, die insgesamt zwölf U-Boote umfasste. Am 9. September sichtete Kommandant Deecke den Geleitzug, der aus 32 Handelsschiffen bestand. U 584 führte mehrere Boote an ON 127 heran, die am 10. September um 16.30 Uhr gemeinsam angriffen. Kommandant Deecke gelangen zwei Versenkungen.
- 11. September 1942 britischer Tanker Empire Oil mit 8029 BRT versenkt (Lage)
- 11. September 1942 norwegischer Frachter Hindanger mit 4884 BRT versenkt (Lage)

Am 20. Dezember 1942 wurde Joachim Deecke durch Kapitänleutnant Kurt Nölke als Kommandant abgelöst, dessen Boot U 263 schwer beschädigt war und in der Werft lag. KptLt Nölke kommandierte U 584 auf seiner achten Feindfahrt in das Operationsgebiet Nordatlantik. Diese Feindfahrt musste wegen einer geräuschvoll laufenden Schraubenwelle abgebrochen werden und blieb ohne Erfolge. KptLt Deecke übernahm am 11. Februar 1943 erneut das Kommando auf U 584 und führte das Boot auf seine neunte Feindfahrt, bei der das Boot südlich von Grönland operierte. Am 11. April entdeckte U 584 den Geleitzug HX 232, hielt Fühlung und führte die Boote der U-Bootgruppe „Lerche“ heran. Aus diesem Geleitzug wurden drei Frachtschiffe versenkt, aber U 584 blieb erfolglos. Auf dem Rückmarsch zum Stützpunkt nach Brest torpedierte Kommandant Deecke Ende Mai die zwei Frachtdampfer.
- 5. Mai 1943 ein amerikanischer Frachter West Madaket mit 5565 BRT versenkt (Lage)
- 5. Mai 1943 ein unidentifizierter Frachter mit ca. 5000 BRT versenkt gemeldet

## Versenkung
Am 23. August 1943 wurde U 584 der U-Bootgruppe „Leuthen“ zugeteilt. Als Operationsgebiet war der Nordatlantik vorgesehen. Das Boot wurde am 31. Oktober nördlich der Azoren von drei Avengers des amerikanischen Flugzeugträgers Card angegriffen und mit akustischen Torpedos versenkt (Lage).